# Louis Thomassin

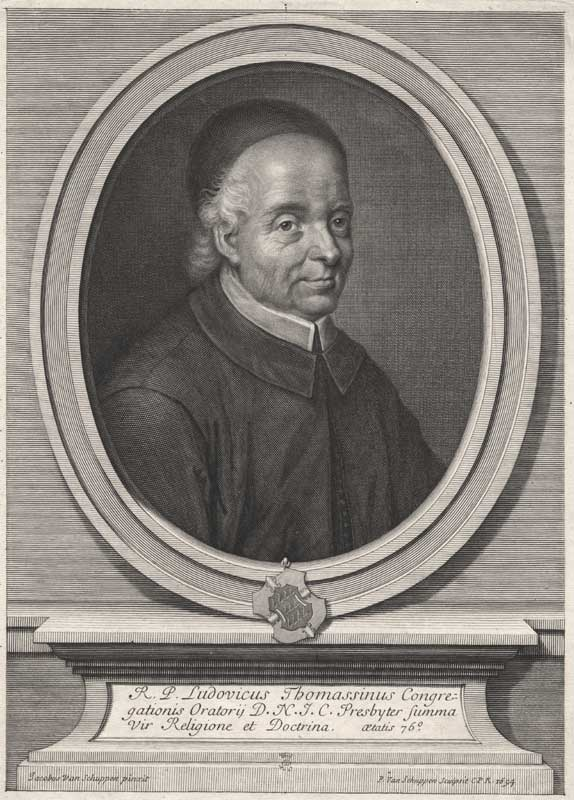
Louis Thomassin 1694, von Pierre-Louis van Schuppen

 Louis Thomassin  (Louis de Thomassin d’Eynac) (* 28. August 1619 in Aix-en-Provence, Frankreich; † 24. Dezember 1695 in Paris) war ein französischer Oratorianer, Philosoph und Kirchenrechtler.

## Leben
Geboren in Aix-en-Provence als Sohn des aus dem Burgund stammenden Finanzrats Joseph Thomassin, trat Louis de Thomassin d’Eynac bereits mit 14 Jahren in das Oratorium des Pierre de Bérulle ein. 1643 wurde er zum Priester geweiht. Schon bald wurde er Lehrer der Philosophie in Pézenas. Er lehrte Philosophie in Lyon und anderen Städten, schließlich wurde er Professor für Theologie in Saumur und Paris. Er behandelte die neuere Philosophie, René Descartes und Pierre Gassendi, fußte aber auf Platon und Augustinus. Im Seminar Saint-Magloire in Paris lehrte er auch Kirchengeschichte und Kirchenrecht. Seine Vorlesungen hatten guten Zulauf, auch von Laien. Weil er von den Gallikanern und Jansenisten (Port Royal des Champs) angegriffen wurde, zog sich Thomassin d’Eynac aus dem öffentlichen Leben zurück und verfasste seine umfangreichen Hauptwerke. Thomassin galt als einer der gelehrtesten Männer seiner Zeit. Sein größtes Werk, Ancienne et nouvelle discipline de l’église touchant les bénéfices et les bénéficiers, mit dem er die Geschichte der Kanonistik aufarbeitet, umfasst 93 Bände. Er starb mit 76 Jahren im Seminar Saint Magloire.

## Leistungen
Louis de Thomassin d’Eynac ist neben Pierre de Bérulle der bedeutendste Theologe des Französischen Oratoriums im 17. Jahrhundert. Wegen seiner rechts- und liturgiegeschichtlichen Werke gilt er als „Vater der Rechtsgeschichte“.
Seine christozentrische Spiritualität ist von der Frömmigkeit Bérulles beeinflusst, vertieft diese aber dogmatisch.
Louis de Thomassin d’Eynac ist der Begründer der Heortologie, der liturgierechtlichen Lehre von den kirchlichen Feiertagen; auch der Begriff geht auf ihn zurück.
Unter den neueren Theologen hat er in der Dogmatik Mathias Joseph Scheeben, in der Kanonistik Nikolaus Nilles beeinflusst.

## Werke
- Dissertationes in concilia generalia et particularia., Bd. 1, Paris 1667.
- Vetus Et Nova Ecclesiae Disciplina Circa Beneficia Et Beneficiarios. Distributa In Tres Partes Sive Tomos, quae & ipsae in tres Libros singulae distributae sunt; Opus ex Sanctis Patribus, ex Conciliis, ex quorumque temporum Historicis decerptum. Anisson & Posuel, Lugduni (Lyon) 1705ff. (= Ancienne et nouvelle discipline de l’église., das Werk erschien zuerst in französischer Sprache)
- Dogmata theologica. 1680–1689. (8 Bände) Paris 1864–1872.
- Memoires Sur La Grace: Ou L’On Represente les Sentimens de S. Augustin, & des autres Peres Grecs & Latins, de S. Thomas, & de presque tous les Theologiens jusques au Concile de Trente; & depuis ce Concile, des plus celebres Docteurs des Universites d’Italie, de France, d’Espagne, d’Alemagne, des Païs-bas, & d’Angleterre; Ouvrage qui peut servir à réünir les opinions qui partagent l’Ecole. Du Prat, Louvain 1668.
- Über das göttliche Offizium und seine Verbindung mit dem inneren Gebet. Patmos, Düsseldorf 1952. (= Traité de l’office divin dans ses rapports avec l’oraison mentale.)